# Happy New Year (ABBA-dal)
A Happy New Year a svéd ABBA 1980-ban megjelent kislemeze a Super Trouper című albumról. A dalt Agnetha Fältskog énekli, és eredetileg a dal a Daddy Don't Get Drunk on Christmas Day című humoros címet kapta. Bár a dal 1980-ban került kiadásra, a kislemez CD változatát Európában 1999-ben jelentették meg. A CD kislemez 3 dalt tartalmaz. A dal Svédországban 34. helyezett volt, míg Hollandiában a 15., és 75. Németországban.
A dal spanyol nyelvű változata "Felicidad" címen jelent meg, és Argentínában az 5. helyig jutott a kislemezlistán. A dal a Super Trouper album Észak-Amerikai kiadására is felkerült. Az Argentin kiadású kislemez a Super Trouper című dalt tartalmazza.
A spanyol nyelvű változat CD-n először 1994-ben jelent meg a Polydor kiadó által megjelentetett ABBA Oro című válogatás albumon, majd az újra kiadott ABBA Oro: Grandes Éxitos albumon is szerepel.
Az eredeti, angol nyelvű változatot 2008-ban ismét kiadták, és néhány országban ismét slágerlistás helyezést ért el. Dániában a 25., Norvégiában a 11., Svédországban a 4. helyig jutott. A svéd és norvég listára 2009-ben ismét felkerült, a hol az 5. helyen landolt. A Holland kislemezlistára is felkerült 2011-ben
2011 decemberében az 500. példányos vinyl kiadvány jelent meg, melyen a Happy New Year és The Way Old Friends című dalok is hallhatóak voltak, és melyet csak az ABBA hivatalos oldaláról lehetett megrendelni. A lemezek a kiadás napján azonnal elfogytak.

## Megjelenések
CD Single  Európa Polydor – 561 462-2, Polar – 561 462-2
1. Happy New Year	4:23
2. Andante, Andante	4:38
3. The Way Old Friends Do	2:56

## Slágerlista
| Év        | Slágerlista                        | Legjobb helyezés |
| --------- | ---------------------------------- | ---------------- |
| 1999–2000 | Németország (Media Control Charts) | 75               |
| 1999–2000 | Hollandia (Single Top 100)         | 15               |
| 1999–2000 | Norvégia (VG-lista)                | 20               |
| 1999–2000 | Svédország (Sverigetopplistan)     | 27               |
| 2007      | Svédország (Sverigetopplistan)     | 22               |
| 2008      | Dánia (Tracklisten Top 40)         | 25               |
| 2008      | Norvégia (VG-lista)                | 11               |
| 2008      | Svédország (Sverigetopplistan)     | 4                |
| 2009      | Dánia (Tracklisten Top 40)         | 14               |
| 2009      | Németország (Media Control Charts) | 77               |
| 2009      | Norvégia (VG-lista)                | 5                |
| 2009      | Svédország (Sverigetopplistan)     | 5                |
| 2010      | Dánia (Tracklisten Top 40)         | 16               |
| 2010      | Németország (Media Control Charts) | 88               |
| 2010      | Norvégia (VG-lista)                | 11               |
| 2010      | Svédország (Sverigetopplistan)     | 9                |
| 2011      | Dánia (Tracklisten Top 40)         | 15               |
| 2011      | Németország (Media Control Charts) | 93               |
| 2011      | Hollandia (Single Top 100)         | 15               |
| 2011      | Norvégia (VG-lista)                | 18               |
| 2011      | Svédország (Sverigetopplistan)     | 42               |
| 2012      | Dánia (Tracklisten Top 40)         | 26               |
| 2012      | Németország (Media Control Charts) | 75               |
| 2012      | Hollandia (Single Top 100)         | 11               |
| 2012      | Svédország (Sverigetopplistan)     | 51               |
| 2013      | Németország (Media Control Charts) | 83               |
| 2013      | Hollandia (Single Top 100)         | 17               |
| 2013      | Slovenia (SloTop50)                | 21               |
| 2013      | Svédország (Sverigetopplistan)     | 57               |
| 2014      | Németország (Media Control Charts) | 83               |
| 2014      | Dánia (Tracklisten Top 40)         | 38               |
| 2014      | Hollandia (Single Top 100)         | 24               |
| 2014      | Slovenia (SloTop50)                | 44               |
| 2014      | Svédország (Sverigetopplistan)     | 54               |
| 2015      | Hollandia (Single Top 100)         | 48               |
| 2016      | Slovenia (SloTop50)                | 40               |
| 2016      | Svédország (Sverigetopplistan)     | 73               |
| 2018      | Slovenia (SloTop50)                | 33               |
| 2018      | UK Physical Chart (OCC)            | 3                |
| 2019      | Svájc (Schweizer Hitparade)        | 86               |

## Közreműködő előadók
- zene: Benny Andersson, Björn Ulvaeus
- szöveg: Björn Ulvaeus
- megjelenés dátuma: 1980 május
- énekel: Agnetha Fältskog
- háttérvokál: Anni-frid Lyngstad

## Feldolgozások
- A dalt 1999-ben az A-Teens is feldolgozta, mely a finn kislemezlistán a 12., míg a svéd lista 4. helyéig jutott.[27][28]